# Erich Auerbach
Erich Auerbach (født 9. november 1892 i Berlin, Tyskland, død 13. oktober 1957 i Wallingford i Connecticut i USA) var en tysk filolog, litteraturvidenskabsmand, litteraturkritiker og forfatter.
Auerbach blev efter at have deltaget i 1. verdenskrig doktor i romansk filologi ved Philipps-Universität i Marburg i 1921 på en disputats om Dante. Med nazismens opblomstring måtte Auberbach, der var jøde, forlade sit arbejde i 1935 og flyttede i første omgang til Istanbul. Her udgav han sit mest kendte værk, Mimesis, der beskriver virkelighedsfremstillingen i vestlig litteratur fra antikken til moderne tid. Han flyttede til USA i 1947, hvor han blev tilknyttet Pennsylvania State University. Fra 1950 til sin død var han professor i romansk filologi ved Yale University.

## Yderligere læsning
40 Years of Auerbach Research. A bibliography of secondary literature on Erich Auerbach's "Mimesis" since 1984. https://doi.org/10.5281/zenodo.14685309